# Apôtres de l'amour infini
 (novembre 2016).
 (novembre 2016).
Les Apôtres de l'amour infini est une Église catholique indépendante québécoise dirigée par Jean Grégoire (1928-2011) et Joseph Philippe Gaston Tremblay, dit Jean-Gaston Tremblay, pour l'état civil (Rimouski, Canada).

## Historique
Jean-Gaston Tremblay se proclame «pape» en 1968 sous le nom de Jean-Grégoire XVII à la suite d'une «vision mystique». Il prétend succéder au Français Michel Collin (1905-1974), antipape («mystique» lui aussi) sous le nom de Clément XV et fondateur de l'Église rénovée du Christ. Dans un premier temps, Jean-Gaston Tremblay a rattaché à cette Église son Ordre du Magnificat de la Mère de Dieu et ses Apôtres de l'amour infini,,. Sa «cérémonie pontificale de couronnement» a lieu le 29 septembre 1971.
La communauté est d'inspiration catholique, mais n'est en communion ni avec l'Église de Rome, ni avec aucune Église canonique. Elle diffère théologiquement de celles-ci sur de nombreux points,. Son chef actuel est Grégoire XVIII, «Serviteur de la Vraie Église de Jésus-Christ».
Ayant instauré l'ordination des femmes, Jean-Grégoire XVII aurait nommé une successeuse, Grégoria XVIII,  avant de mourir. En réalité, c'est un homme (de nom en religion «Père Mathurin de la Mère de Dieu») qui lui succède sous le nom de Grégoire XVIII, dont la cérémonie pontificale du couronnement a lieu le 29 septembre 2012.

## Controverses
En avril 1999, une centaine de policiers prennent d'assaut leur monastère très fermé de Saint-Jovite, recherchant Jean-Gaston Tremblay, Reynald Huot, alias Père André, et deux religieuses. En 2001, le ministère public abandonne les accusations après que la défense a présenté une requête pour vice de procédure.
Pour un journaliste qui a infiltré la secte au début des années 1980, les membres devaient remettre tous leurs biens à la secte pour vivre à Saint-Jovite, les enfants n'allaient pas à l'école et étaient endoctrinés dans la secte.
Les investigations sur de possibles abus sectaires durent depuis plus de trente ans, notamment en Guadeloupe. En 1978 en Guadeloupe, une mineure âgée de 15 ans, « messagère de la Vierge Marie » tente de partir pour le Canada sans l'accord de ses parents. Les dirigeants de la secte sont expulsés quelques mois plus tard.